# Miejski Ośrodek Kultury w Porębie
Miejski Ośrodek Kultury w Porębie – instytucja prowadząca działalność kulturalną, edukacyjną oraz sportowo-rekreacyjną. Ośrodek swoją działalnością obejmuje miasto i gminę Poręba.

## Działalność
Działalność MOK jest wielopłaszczyznowa. Po pierwsze instytucja ta jest organizatorem licznych zajęć, które mają na celu podnoszenie wiedzy i kształtowanie umiejętności oraz umożliwienie realizacji indywidualnych pasji i zainteresowań.
Stała oferta Miejskiego Ośrodka Kultury to m.in. koło plastyczne „Motylkowo”, koło teatralne „Na Przekór”, koło szachowe, Klub Pasjonatów Historii Lokalnej, zespoły wokalne „Retro”, „Vivat La Musica”, Koło Gospodyń Wiejskich „Niwczanki”, grupa taneczna „Dance Revolution”, szkoła sztuk walki „Seimeikan”, drużyna emerytów w tenisie stołowym oraz siłownia.
Drugą niezwykle ważną formą działalności MOK jest organizacja imprez cyklicznych. Są wśród nich zarówno uroczyste obchody świąt okolicznościowych czy państwowych, jak i standardowe imprezy gminne. Niewątpliwie najważniejszą z nich jest Światowy Festiwal Prażonek, który odbywa się co roku od 2003 r. Jego główną atrakcją jest prażenie dwóch wielkich żeliwnych kotłów wypełnionych kolejno: 160 kg ziemniaków, 25 kg kiełbasy, 15 kg boczku, 20 kg cebuli – przyprawionych solą i pieprzem. W marcu 2006 r. „porębskie prażonki” zostały wpisane na Listę Produktów Tradycyjnych prowadzoną przez Ministra Rolnictwa i Rozwoju Wsi.
W budynku Miejskiego Ośrodka Kultury znajdują się siedziby trzech stowarzyszeń: Stowarzyszenie Emerytów, Rencistów i Inwalidów „Nestor”, Stowarzyszenie Inicjatyw Kulturalno-Społecznych „IKS” oraz Stowarzyszenie „Himalaje Naszych Możliwości” w Porębie.
Miejski Ośrodek Kultury jest wyposażony w Pracownię Internetową Orange, która prowadzi zajęcia dla dzieci, młodzieży i seniorów.

## Historia
Historia Miejskiego Ośrodka Kultury w Porębie sięga czasów powojennych, kiedy to powstała tutaj świetlica kulturalna. Jej początki były skromne, ale dzięki determinacji i zaangażowaniu pracowników oraz społeczności lokalnej, instytucja ta z powodzeniem się rozwijała, prowadząc działalność kulturalno-biblioteczną.
W 1955 r. świetlica została przeniesiona do nowo wybudowanego Hotelu Robotniczego i stała się klubem. Wówczas to podjęto również decyzję o rozpoczęciu budowy domu kultury. Reprezentacyjny i nowoczesny obiekt został wyposażony m.in. w salę kinowo-teatralną na 480 miejsc, kawiarnię, bibliotekę, czytelnię, salę gier, salę gimnastyczną, szereg pomieszczeń klubowych i inne. Dużą popularnością cieszyły się wieczory autorskie, spotkania z ludźmi teatru i filmu, przedstawicielami ludzi techniki i nauki, dziennikarzami, działaczami społeczno-politycznymi, ekonomistami, mistrzami sportu, etc. Ważną rolę w pracy oświatowo-wychowawczej odgrywała biblioteka – jedyna tego typu placówka w 8-tysięcznym osiedlu.
W 2002 r. ze struktury MOK została usunięta Miejska Biblioteka Publiczna, która od początku swojego istnienia funkcjonowała w jego strukturach. Nadal jednak mieści się ona w siedzibie MOK.